# قلعة البثنة
 قلعة البثنة ، تقع في قرية البثنة في إمارة الفجيرة في الإمارات العربية المتحدة.« قلعة البثنة » من أشهر القلاع المشهور في الفجيرة والتي كان لها دور في حماية المنطقة من المهاجمين الاستعماريين.

## تاريخ بناه القلعة
تعتبر « قلعة البثنة » من أشهر القلاع الموجودة في الفجيرة، حيث شيدت عام 1735 أي أن عمرها تجاوز 280 عاماً تقريباً وتأتي شهرة القلعة من شكلها المعماري الفريد وحالتها الجيدة من حيث البناء إلى جانب موقعها المتميز، كما أنها تقع في منطقة تعد المدخل الرئيسي لإمارة الفجيرة، لذا فقد اهتم بها الشيوخ اهتماماً كبيراً نظراً لدورها الخطير في حماية الإمارة بشكل محدد من غزوات الأعداء، ولهذا بنيت القلعة لتكون بمثابة الحصن الحصين للبثنه والإمارة.

## شكل القلعة
لقد شيدت القلعة على شكل مربع تقريباً، فلا يمكن الدخول إليها الا بواسطة باب صغير لا يزيد ارتفاعه على متر واحد، ويؤدي هذا الباب إلى فناء كبير.ويوجد على جانبيها برجان كبيران يميزان شكلها من الخارج، وتتخلل جدرانها فتحات كانت تستخدم من قبل المدافعين عنها، وكذلك توجد فتحات بأعلى البرج تكفي لأعداد لا بأس بها من المدافعين عن القلعة.

## أبراج القلعة
يوجد على جانبيها برجان كبيران يميزان شكلها من الخارج، وتتخلل جدرانها فتحات كانت تستخدم من قبل المدافعين عنها، وكذلك توجد فتحات بأعلى البرج تكفي لأعداد لا بأس بها من المدافعين ولزيادة حماية القلعة شيدت من الطوب المحروق وهي حتى الآن لا تزال بحالة جيدة، وحاليا العمل جاري في بعض الترميمات والإصلاحات للمحافظة عليها، وهي تختلف عن قلعة الفجيرة كون الأخيرة شيدت بأحجار الجرانيت وأحجار أخرى نارية.

## موقع القلعة
تقع قلعة البثنة على بعد مسافة 13 كيلومتراً تقريباً غربي مدينة الفجيرة بين سلسلة من الجبال على طرفي وادي حام والحيل، وتطل على عدد كبير من الواحات الزراعية، وتتكون من مبنى رئيسي مخروطي الشكل من ثلاثة طوابق تعلوها أجزاء هرمية الشكل لأغراض دفاعية . والقلعة بما ترويه الوثائق التي عثر عليها من العلامات المضيئة الشاهدة على عراقة التاريخ وحرص الأجداد الأوائل على بذل الغالي والنفيس لتشييد المدن والحدب عليها، وتقديمها للخَلَف تحفة معمارية تستحق الرعاية والتأمل . قلعة البثنة التي تعد من أهم وأكثر المناطق ثراء من حيث المكتشفات الأثرية سواء كانت لقرية أثرية أو مدافن أو قلاعا وحصونا، وتقف هذه القلعة شامخة عبر السنين لتحكي حكاية الإنسان على أرضها.

## آخر حارس للقلعة
- وكان آخر حارس لهذه القلعة الشامخه «المرحوم سعيد الحمر اليماحي » الذي توفى عام 2007 للميلاد وهو يناهز قرابة مائة عام.[2]